# Erna Siikavirta
Erna Siikavirta (født 8. oktober 1977 i Espoo) er en finsk keyboardspiller. Hun var et medlem af Lordi fra 1997-2005 under navnet Enary. Hun forlod bandet i anden halvdel af 2005, da de andre medlemmer bad hende om det. 
Hun har også været et medlem af Children of Bodom (kun til koncert). Ifølge Children of Bodoms hjemmeside var hun der for at afløse Janne Warman på deres første Europaturné i 1998.
1. ↑  Navnet er anført på engelsk og stammer fra Wikidata hvor navnet endnu ikke findes på dansk.